# Bell 204/205

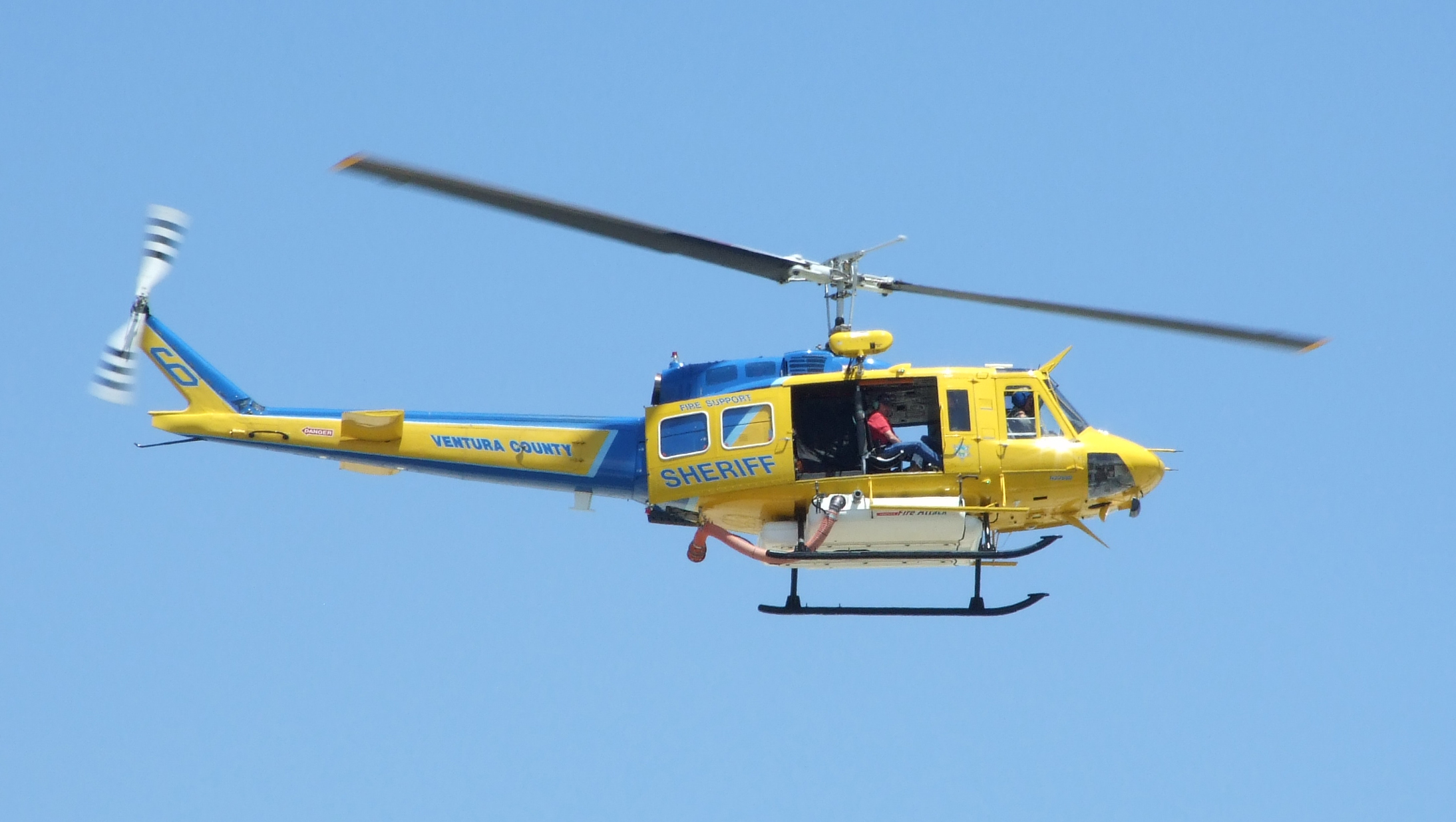
Bell 205

Bell 204 i 205 – jednosilnikowy śmigłowiec wielozadaniowy, będący cywilną wersją wojskowego śmigłowca Bell UH-1 Iroquois. Posiadają certyfikat typu w kategorii transportowej i są używane są do wielu zadań, w tym między innymi w opylaniu upraw, transportu ładunków i gaszeniu pożarów z powietrza.

## Historia
Śmigłowce Bell 204 oraz 205 zostały zaprojektowane jako cywilne odpowiedniki wojskowych maszyn z rodziny UH-1. Cywilny Bell 204B został po raz pierwszy dostarczony w 1961 r. Kolejna wersja rozwojowa Bell 205 jest odpowiednikiem wojskowego UH-1H, który w porównaniu do Bella 204 jest dłuższy, większy, posiada lepsze osiągi oraz mocniejszy silnik. Śmigłowce te były produkowane także na licencji we Włoszech przez firmę Agusta. Śmigłowce z rodziny Bell 204/Bell 205 są szeroko wykorzystywane w lotnictwie cywilnym. W 1967 roku, jako pierwsza instytucja cywilna, zaczęta użytkowanie Bella 204B straż pożarna w Los Angeles. Następne wersje cywilne służyły jako latające dźwigi, śmigłowce ratownicze oraz jako środki transportu ludzi i ładunków z lądu na statki lub platformy wiertnicze, z lotnisk na lądowiska w miastach oraz także do celów sportowych i rolniczych.

## Konstrukcja
Średni śmigłowiec transportowy z dwupłatowym wirnikiem (prototyp oblatano 22 października 1956 roku). Model Bell 205 posiadał mocniejszy silnik w stosunku do wersji Bell 204 i wydłużony kadłub (oblatany 16 sierpnia 1961 roku). Oprócz użytku cywilnego, maszyny używano w wielu siłach zbrojnych do zadań transportowych oraz do wsparcia powietrznego i medycznego.